# A22 (Italië)
De Italiaanse Autostrada del Brennero (A22), oftewel de Brennersnelweg, loopt vanaf de Brennerpas tot aan Modena. De snelweg loopt vanaf het Etschtal door Zuid-Tirol en Trentino via Verona tot aan Modena. Bij de Brennerpas vormt de A22 de hoogste autosnelweg van Italië en van de Alpen. De Spaanse A-1 bij de Somosierrapas is nog hoger.
De snelweg is 313 kilometer lang. Deze snelweg geeft een snelle verbinding met de Oostenrijkse A13.

## Tol
De prijzen van tolgeld zijn vanaf de Brenner (Sterzing): tot Brixen: €3,-; tot Bozen-Zuid: €5,10; tot Trente (Trento Centrale) €8,40. Tot Rovereto Zuid/Lago di Garda Noord: €10,10 en tot Verona: €13,10.
Er kunnen soms files ontstaan bij de tolpoortjes in Sterzing.

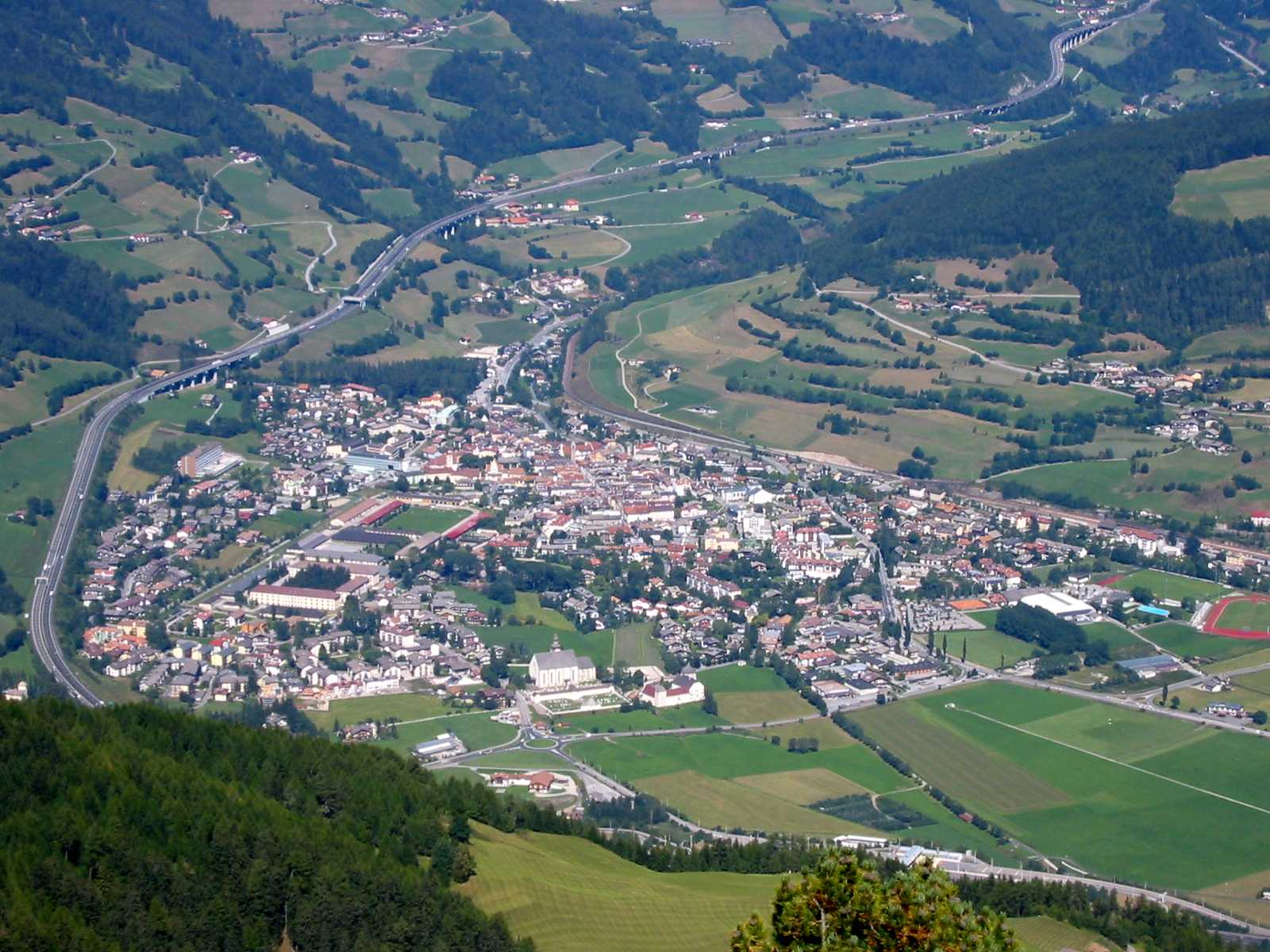
Een luchtfoto van de plaats Sterzing. Op de foto is te zien hoe de snelweg om de plaats heen loopt.

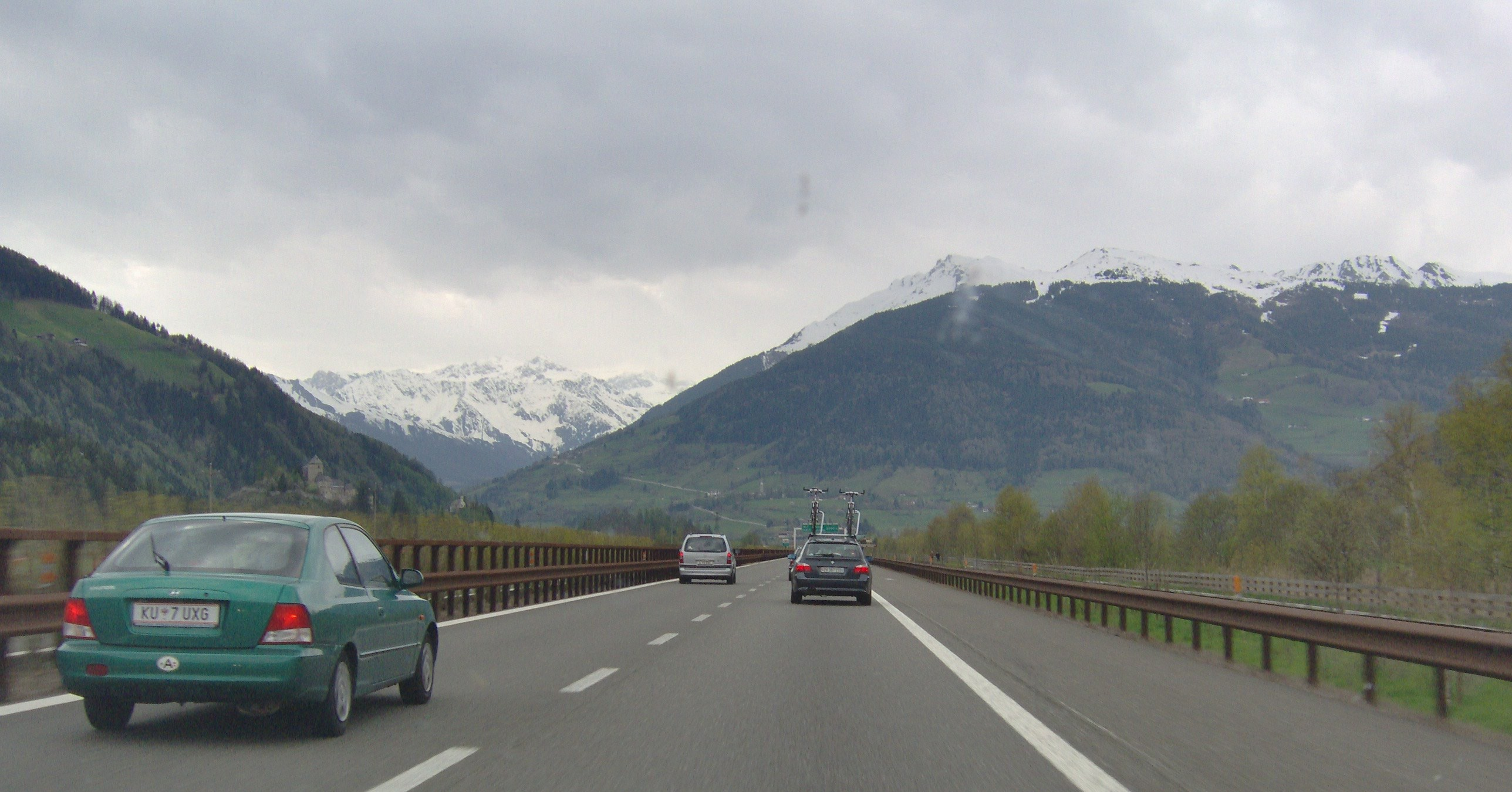
De A22 vlak voor Sterzing (met links Burg Reifenstein)